# Río Shanusi
Der Río Shanusi ist ein etwa 140 km langer linker Nebenfluss des Río Huallaga in den Provinzen Lamas (Region San Martín) und Alto Amazonas (Region Loreto) im zentralen Norden Perus.

## Flusslauf
Der Río Shanusi entspringt in der Cordillera Escalera auf einer Höhe von etwa 1560 m. Das Quellgebiet befindet sich im äußersten Nordwesten des Distrikts Caynarachi der Provinz Lamas im Schutzgebiet Área de conservación regional Cordillera Escalera. Der Río Shanusi durchfließt auf seinen ersten 50 Kilometern eine Längsfurche des Gebirgszugs in überwiegend südsüdöstlicher Richtung. Anschließend durchbricht er den ihn östlich flankierenden Gebirgskamm in ostnordöstlicher Richtung. Bei Flusskilometer 70 erreicht er das Amazonastiefland. Dieses durchquert er in überwiegend nordöstlicher Richtung. Bei Flusskilometer 50 passiert er die Städte Alianza und Pampa Hermosa und erreicht den Distrikt Yurimaguas in der Provinz Alto Amazonas. Größere Ortschaften am Flusslauf sind Alfonso Ugarte, Grau und Puerto Peru. Der Río Shanusi erreicht schließlich am südlichen Stadtrand der Provinzhauptstadt Yurimaguas den Río Huallaga.

## Einzugsgebiet
Das Einzugsgebiet des Río Shanusi umfasst eine Fläche von ungefähr 1385 km², davon liegen 871 km² in der Region San Martín. Das Einzugsgebiet erstreckt sich über Teile der Distrikte Caynarachi (Provinz Lamas) und Yurimaguas (Provinz Alto Amazonas). Es grenzt im Norden an das des Río Paranapura, im Westen an das des Río Mayo sowie im Süden an das des Río Cainarache.